# Бзаев, Юрий Ибрагимович
Ю́рий Ибраги́мович Бза́ев (15 июля 1945, Кисловодск — 26 мая 2020, Москва) — генерал-майор ФСБ РФ.

## Биография
Родился 15 июля 1945 года в городе Кисловодске Ставропольского края в семье военнослужащего. Осетин. Член КПСС с 1972 года.

## Образование
В 1956 году получил начальное образование и поступил в Ставропольское суворовское военное училище. Курсантом вступил в ряды ВЛКСМ в 1959 году. В 1963 году с золотой медалью окончил Кисловодскую среднюю школу и ещё год проработал в ней преподавателем физики. С 1964 года учился на факультете энергетического машиностроения МВТУ имени Баумана.

## Деятельность
В 1971 году направлен в Высшую Краснознамённую школу КГБ СССР. С этого времени работает в системе органов госбезопасности. С 1973 года — в Центральном аппарате КГБ СССР. В 1978 году окончил Краснознамённый институт КГБ и в течение года работал в Первом Главном управлении КГБ СССР, а затем был в длительной заграничной командировке по линии Министерства иностранных дел СССР. В 1984 году вернулся в Союз и работал в Центральном аппарате КГБ СССР, с 1988 — старший инспектор Инспекторского управления КГБ СССР.
В 1990 году назначен председателем КГБ Северо-Осетинской АССР, работал директором Агентства Федеральной Безопасности по республике, Министром безопасности Северной Осетии, начальником Управления Федеральной Службы Контрразведки Республики Северная Осетия-Алания. В 1994 году переведён на должность заместителя начальника Главного управления ФСБ Российской Федерации. 25 февраля 1998 года генерал-майор Бзаев стал секретарём Совета Безопасности Республики Северная Осетия-Алания.
Звание генерал-майора присвоено Указом президента СССР № 2399 от 17 августа 1991 года. Его печатные работы используют в качестве пособий в вузах системы органов безопасности. Награждён множеством орденов и медалей СССР и России, почётным оружием «за особые заслуги перед Российской Федерацией».